# 주세페 데 루카
주세페 데 루카(이탈리아어: Giuseppe De Luca, 1991년 10월 11일 ~ )는 이탈리아의 축구 선수이며, 현재 칼초 카타니아에서 뛰고 있다.